# 오웬기념각
오웬기념각(오웬紀念閣)은 선교사로 광주광역시에서 활동하다 순교한 클레먼트 오언과 그 할아버지 윌리엄 오언을 기념하기 위해 광주광역시 남구 양림동 기독간호대학교에 세워진 일제강점기의 건축물이다. 1998년 5월 7일에 광주광역시의 유형문화재 제26호로 지정되었다.

## 개요
오웬기념각은 선교사로 광주광역시에서 활동하다 순교한 클레먼트 오언과 그 할아버지 윌리엄 오언을 기념하기 위해 세워졌다.
2층의 회색 벽돌건물로 평면은 정방형이지만 모서리에 있는 설교단을 중심으로 좌우가 대칭되는 구조이다. 이 건물의 특징은 객석에서 설교단을 내려다 볼 수 있도록 1층 바닥과 2층 발코니를 모서리의 설교단을 향해 약간 경사지게 한 것이다.

## 같이 보기
- 클레먼트 오언
- 윌리엄 오언
- 기독간호대학교

## 참고 자료
- 오웬기념각 - 국가유산청 국가유산포털